# Pseudosclerochloa kengiana
Pseudosclerochloa kengiana är en gräsart som först beskrevs av Jisaburo Ohwi, och fick sitt nu gällande namn av Nikolai Nikolaievich Tzvelev. Pseudosclerochloa kengiana ingår i släktet Pseudosclerochloa och familjen gräs. Inga underarter finns listade i Catalogue of Life.